# Ahmed al-Raisuli
Muley Ahmed ibn Muhammad ibn Abdallah al-Raisuli (àrab: أحمد الريسوني, Aḥmad ar-Raysūlī) més conegut simplement com El Raisuli o El Raisuni (Tetuan, 1871 – Tamassint, 1925), fou un xerif (descendent de Mahoma) de les tribus yebala entre els segles XIX i XX, llavors considerat per a molts com a hereu legítim al tron marroquí. Si bé els estrangers i el govern del Marroc el consideraven un bandit, alguns natius el consideraven una figura heroica, en lluita contra la repressió i la corrupció del govern.
El Raisuli va néixer al llogaret de Zinat, ubicat en un turó visible des de Tànger. Descendent del famós santó musulmà Abd-as-Salam ibn Maixix, el més alt representant de la religiositat barbaresca al nord del Marroc. Tots els Beni-Arós es proclamaven descendents d'aquest personatge, la tomba del qual es troba en el cim del Jabal Amel, que és la muntanya més alta de la regió i una de les cultures del sistema rifeny. Com que la societat musulmana no reconeix més noblesa que la d'origen religiós, tots els Beni-Arós es conceptuen nobles, i en major grau que cap altre El Raisuli. Aquest fou un magnat de tipus medieval, a estones governant, a estones bandit i mesclant sempre ambdós oficis. A penes confirmat com a taleb (lletrat) abandonà els llibres es dedicà a la vida d'aventures i de saqueigs, adquirint amb això una reputació d'home temible, el que donà origen a que tots els elements mal·leables d'Uac-Ras. Benimesanar i Beni-Arós s'apilessin al seu voltant, arribant a preocupar les seves malifetes al sultà, que ordenà el seu empresonament.
L'astúcia d'El Raisuli i la influència sobre els seus sequaços, feu fracassar totes les mesures encaminades a apoderar-se d'ell. Irritat el sultà per la ineficàcia de les seves ordres i per les continues reclamacions de les legacions europees a causa dels furts comesos en els béns dels seus protegits, va escriure a Abd el Sedak comminant-lo a que apresses al Raisuli: Rsec urasu (el seu cap o el teu), deia la carta textualment la missiva del sultà al baixà. Abd el Sedak llavors va recórrer al seu amic Hach el Larbi el Maalem, xeic d'Uac Ras, home d'acció i amb molt de poder en la seva cabila, i aquest es decidí a treure el baixà de Tànger de l'embolic en que aquesta es trobava. Hach el Larbi, molt astut, va fer creure molt hàbilment al Raisuli que Abd el Sedak havia rebut tres fusells de fabricació meravellosa, i amb molta calma, ajornant sempre el moment de complaure al Raisuli, comprador a qualsevol preu d'un d'aquest fusells, fomentà la impaciència del bandit fins que aquesta demanà a Hach el Larbi que el portés a Tànger. Assabentat immediatament Abd el Sedak, invità al Raisuli a casa seva, el rebé esplèndidament, i en el moment de començar a menjar, s'abraonà sobre aquest el Hach el Larbi, el qual, per un dels Bu Laich d'Anyera i dels mejaznis del baixà, el reduí a la presó. Els sequaços d'El Raisuli, que havien estat ubicats com a vigilants en les portes de la casa amb les armes a la mà, fugiren al assabentar-se de l'ocorregut.
Conduit el Raisuli a la presó de Mogador, hi va romandre durant cinc anys, durant els quals forçà la porta de la presó i escapà amb 12 presos, sent perseguit i novament pres dintre de la ciutat. Mort Mulay Hasan (1836-1894), i elevat al tron Abd al-Aziz ben al-Hasan (1878-1943) el Raisuli fou posat en llibertat, tornant al poc temps a la seva política de bandidatge, el que donà motiu a noves reclamacions d'Anglaterra. L'Emperador, per donar satisfacció al Regne Unit i castigar els rebels, envià un exercit contra ells, però fou derrotat pel Raisuli, que, a més, s'apoderà d'un súbdit anglès i d'un altre estatunidenc, motivant aquest fet enèrgiques reclamacions d'ambdós països. Com que per la força no podia contra ell, el sultà es veié obligat a entrar en negociacions amb el bandit per aconseguir la llibertat dels dos estrangers, que aconseguí mitjançant un crescut rescat i el nomenament del caid del Dxar Briesch de Garbia a favor d'El Raisuli.
Amb això augmentà encara el seu prestigi i la seva autoritat, venint a convertir-se en un verdader sobirà les ordres del qual eren acatades millor que les del mateix sultà. Declarat finalment en rebel·lia, s'envià un poderós exercit contra El Raisuli comandat pel mateix ministre de la guerra marroquí, que l'infligí una greu derrota, obligant-lo a refugiar-se a Beni-Arós. L'astut Raisuli no trigà a recuperar la seva força, i encara va poder obtenir la protecció anglesa. Poc temps després esclatà la revolució anti-europea que destronà Abd al-Aziz i en la qual ell i hi prengué una part important, sent nomenat pel nou sultà baixà d'Asilah i de les cabiles d'Ahel-Serif, Jolot, Beni Gorfet, Sumata, Sahel, Beni-Issef, Garbia Dedaua Udràs, Beni Ider, Beni-Mesauar, Beni-Leit i Anyera.
Declarada la guerra europea, el Raisuli seguí una política ambigua i fosca, però molt profitosa per a ell, i feta la pau, es constituí en el principal enemic d'Espanya, hostilitzant contínuament les hosts espanyoles, fins que els generals Berenguer i Silvestre disposaren una operació en contra d'ell (octubre de 1919) que aconseguí un resultat brillant i que desmoralitzà per complet les hosts de Raisuli, obligant-lo abandonar tots els territoris que ocupava, però això durà poc temps, i posteriorment El Raisuli tornà a constituir la preocupació dels espanyols. Degut al canvi de política en aquella zona d'influència hispana, el setembre de 1922 i després d'una entrevista amb el coronel Riquelme es va sotmetre a les autoritats espanyoles, i posteriorment va ser un dels caps del bàndol espanyol a la Guerra del Rif de la dècada de 1920. Va ser intensament sospitós d'Muhammad ibn Abd al-Karim al-Khattabi (conegut com a Abd el-Krim) i la seva creixent popularitat entre els rifenys, i esperava obtenir el control de l'oest del Marroc amb la victòria espanyola. El gener de 1925, els seguidors d'Abd el-Krim sota les ordres d'aquest últim van atacar el palau del Raisuni. Atès que bastants guàrdies es van escapar a causa de la debilitat física del Raisuni, els enemics van matar la resta de la seva guàrdia i el van capturar.
Es diu que el van enterrar després a la riba d'un riu al Rif. Una altra versió afirma que va morir a finals d'abril d'aquest mateix any, després d'haver patit hidropesia durant molts anys, tot i els rumors que diuen que va viure alguns anys més. Segueix sent considerat com un heroi popular en certes parts del Marroc, tot i que en el millor dels casos les seves gestes es barregen amb els seus crims. En l'actualitat hi ha historiadors marroquins i estrangers que ho cataloguen com un nacionalista marroquí, un nacionalista que feia servir l'estil "raisunià" per alliberar el país.

## Cinema
- La seva figura fou representada per Sean Connery l'any 1975 en el film El vent i el lleó (anglès original: The Wind and the Lion) que fou filmada a Espanya pel director John Milius.